# Bob Suter
Robert Allen Suter (16. května 1957, Madison, Wisconsin, USA - 9. září 2014, Middleton) byl americký hokejový obránce.

## Kariéra

### Reprezentace
V roce 1980 byl členem zlatého mužstva na ZOH v Lake Placid (Zázrak na ledě). Dres americké reprezentace oblékl také na mistrovství světa 1981 ve Švédsku (5. místo).

### Klubová
Aktivní kariéru ukončil v roce 1982. Po ukončení působení ve wisconsinském univerzitním mužstvu (v roce 1977 vyhrál celek šampionát) nastupoval jako profesionální hokejista pouze v nižší lize CHL za kluby Tulsa Oilers a Nashville South Stars. Práva pro NHL na hráče vlastnil klub Los Angeles Kings, který jej v roce 1977 draftoval, ovšem v soutěži Suter nikdy nenastoupil. Před sezonou 1981/82 podepsal smlouvu s klubem Minnesota North Stars, ovšem nastupoval pouze za zmíněnou farmu v Nashvillu. Byl draftován i do WHA, konkrétně v roce 1977 celkem Birmingham Bulls, ale ani v této lize nehrál.
V letech 1984–1986 trénoval Madison Capitols, klub mládežnické USHL.

## Zajímavosti
- O olympijském triumfu v Lake Placid 1980 byl v roce 2004 natočen film, ve kterém Sutera hrál Pete Duffy.
- bratr Gary a syn Ryan oproti Bobovi vlastní pouze stříbrné medaile z olympijských her, ale oba se prosadili do NHL.

## Smrt
Ve věku 57 let zemřel na infarkt.